# 服部正利
服部 正利（はっとり まさとし、1930年11月25日 - 1987年11月16日）は、愛知県名古屋市出身の元騎手・元調教師。実子の服部利之も調教師で、親族に伊藤勝吉、伊藤修司などがいる。1986年度中央競馬全国最多勝利調教師。

## 経歴
1943年に鳴尾で厩舎を営んでいた義理の伯父・伊藤勝吉の下に入門し、1944年に騎手候補生となる。太平洋戦争激化による競馬休止を経て、終戦から3年後の1948年に騎手免許を取得。騎手時代は馬主で大映社長の永田雅一に可愛がられ、ヴェネチア国際映画祭金獅子賞を受賞した「羅生門」から名付けたラショウモンで1953年の東京優駿に騎乗（30頭中15着）。1958年にはユーシユンで京都大障害（秋）を制し、唯一の重賞勝利を決めた。1965年まで騎手として活動を続け、重賞1勝を含む176勝を挙げた。
引退後は1966年から35歳の若さで調教師となり、6年目の1971年にニホンピロムーテーが毎日杯を制して重賞初制覇。同馬は秋に神戸杯・京都新聞杯とトライアルを連勝し、菊花賞でGI級レース及び八大競走初制覇を挙げた。この頃から成績が大きく上向き始め、以後は関西の有力調教師の一人となる。ニホンピロムーテーの3歳下で、入れ替わるように厩舎に入ってきたキタノカチドキが1974年に二冠馬となる。大レースの前には常に強気のコメントを繰り返し「服部ラッパ」とあだ名されたが、有言実行の人物との評もあった。1977年1月に当時「スーパーカー」と称され圧倒的な強さを見せていた関東馬のマルゼンスキーが中京に遠征してきた際、その強さに恐れをなした関西陣営が次々と出走を回避し、登録頭数が規定の5頭に満たず競走不成立の可能性が浮上した出来事があった。この時に服部は「不成立になったら関西の恥」として、自厩舎からリキタイコー、ニホンピロジェフーの2頭を出走させて不成立を回避させた。競走前にはマルゼンスキーの主戦騎手・中野渡清一に対し「力が違うのは分かっているから、タイムオーバーだけは勘弁してくれよ」と言ったと伝えられる。
1983年のクラシックで有力馬の1頭であったニホンピロウイナーが皐月賞で大敗すると、速やかに短距離路線に針路を変え、同馬を大成させることに成功。中央競馬において短距離路線の整備が行われるのはこの翌年の1984年であり、また皐月賞では敗れたとはいえ、同馬はその前哨戦で中距離競走の範疇にあるきさらぎ賞で優勝していた。息子の利之は当時を回想して「なかなかできることではない。先見の明があったと思う」と語っている。一方で弟子となる騎手の養成は大変厳しく、若手騎手の中にはあまりの厳しさに耐えかねて、昆貢は他厩舎へ移籍し、松本弘は地方に転出した。
日本競馬史に名を残す数多くの名馬を管理し、1986年には41勝を挙げて全国最多勝利調教師となったが、この年に胃がんが発見される。入院治療によりいったん現場復帰したものの、1987年11月16日に死去。56歳没。調教師としては働き盛りの年齢であり、成績の上でも絶頂期であった最中の死は多くの関係者から悼まれた。
なお、子の利之も1998年より調教師となり活動していたが、2023年7月28日に65歳で死去し、父子とも調教師として現役のまま、没している。

## 成績

### 騎手成績
- 1259戦176勝（重賞競走1勝）
  - 1958年京都大障害 (秋)（ユーシユン）

### 調教師成績
| 通算成績 | 1着 | 2着 | 3着 | 4着以下 | 出走回数 | 勝率 | 連対率 |
| -------- | --- | --- | --- | ------- | -------- | ---- | ------ |
| 平地     | 593 | 550 | 514 | 3,189   | 4,846    | .122 | .236   |
| 障害     | 35  | 45  | 44  | 173     | 297      | .118 | .269   |
| 計       | 628 | 595 | 558 | 3,362   | 5,143    | .122 | .238   |

- 全国最多勝利調教師1回（1986年・41勝）
- 重賞競走45勝（うちGI級競走10勝）

## 主な管理馬
※太字はGI級レース。
- ニホンピロムーテー（1971年毎日杯・神戸杯・京都新聞杯・菊花賞、1972年中日新聞杯、1973年サンケイ大阪杯）
- フェロースピード（1972年小倉大賞典）
- ナルタキエース（1973年北九州記念）
- キタノカチドキ（1973年デイリー杯3歳ステークス・阪神3歳ステークス、1974年きさらぎ賞・スプリングステークス・皐月賞・神戸新聞杯・京都新聞杯・菊花賞、1975年マイラーズカップ）
- ロッコーイチ（1974年北九州記念、1975年小倉大賞典・小倉記念）
- リキタイコー（1977年・1978年CBC賞、1978年中日新聞杯・スワンステークス）
- ニホンピロポリシー（1978年デイリー杯3歳ステークス）
- リードスワロー（1978年エリザベス女王杯、1979年阪急杯）
- タカノカチドキ（1980年京都4歳特別）
- リードワンダー（1981年きさらぎ賞）
- ロイヤルスズラン（1981年京都牝馬特別）
- リードエーティ（1981年デイリー杯3歳ステークス・阪神3歳ステークス）
- ニホンピロウイナー（1982年デイリー杯3歳ステークス、1983年きさらぎ賞・CBC賞、1984年・1985年マイルチャンピオンシップ、1984年朝日チャレンジカップ・スワンステークス、1985年マイラーズカップ・京王杯スプリングカップ・安田記念）
- トーアファルコン（1983年小倉2歳ステークス、1986年京王杯スプリングカップ）
- リードホーユー（1983年有馬記念）

## 主な所属スタッフ
- 服部利之
- 田島信行
- 昆貢